# Pseudhoplorana wagneri
Pseudhoplorana wagneri är en skalbaggsart som beskrevs av Stefan von Breuning 1962. Pseudhoplorana wagneri ingår i släktet Pseudhoplorana och familjen långhorningar. Inga underarter finns listade i Catalogue of Life.